# Camponotus invidus
Camponotus invidus é uma espécie de inseto do gênero Camponotus, pertencente à família Formicidae.